# Pyskoun žlutolící
Pyskoun žlutolící (Choerodon anchorago) je mořská paprskoploutvá ryba z čeledi pyskounovití (Labridae), obývající oblast na západě Indo-Pacifiku. Žije poblíž útesů v hloubkách od 4 do 25 m v teplotách 22,3 – 31,1 °C.

## Popis
Mohou dorůstat délky až 38 cm. Má zaoblenou homocerkní ocasní ploutev. Samičky jsou větší než samečci.

### Determinační znaky
S proměnlivým zbarvením je pyskoun žlutolící charakteristický díky své bledé čáře a za ní černé skvrně uprostřed těla. Před čelistmi má dvojici zvětšených špičáků.

## Výskyt
Na západě oblasti Indo-Pacifiku, konkrétně na východ do Francouzské Polynésie, na sever na ostrovy Rjúkjú a na jih do Nové Kaledonie. Vyskytuje se na útesech, v ekosystémech korálových útesů a mořských řas. 

## Potrava
Pyskoun žlutolící je známý především pro způsob, jakým získává svoji potravu. Pyskoun nejprve škebli vyhrabe z písku, a pak plave několik desítek metrů, aby našel vhodné místo, kde ji může rozbít o kámen, poté pomocí několika rychlých pohybů hlavy a dobře načasovaných úniků se nakonec škeble otevře. Během 20 minut dokáže pyskoun takto rozbít a sníst až 3 škeble.

## Rozmnožování
Samičky pyskouna žlutolícího rychleji pohlavně dospívají. Jsou oviparní a v chovu žijí zřetelně v páru.

## Význam
V Hongkongu je pyskoun především produkt gastronomického průmyslu, zároveň se chová i jako akvarijní ryba.

## Ochrana/rizikovost
Stupeň ohrožení podle IUCN je Least Concern (málo dotčený).
Nejde o invazní druh, a tudíž není uveden ani na seznamu CITES ani CMS.